# Львів (футбольний клуб)
Ця стаття про футбольний клуб, створений 2006 року. Про клуб, що існував до 2001 року, див. Львів (футбольний клуб, 1992)
ПФК «Львів» — український футбольний клуб з однойменного міста, заснований 2006 року. У 1992—2001 роках існував інший клуб з такою ж назвою, який юридично і статистично із «Львовом» 2006 року не пов'язаний. Від часу заснування у 2006 році і до січня 2019 року називався Футбольний клуб «Львів» або ФК «Львів». Із січня 2019 року мав назву Професійний футбольний клуб «Львів» або ПФК «Львів». Назва ФК «Львів» залишилася за дитячо-юнацькою школою клубу.
Перший професійний період тривав з 2006 по 2012 рік, команда провела п'ять сезонів у Першій лізі та один сезон 2008/09 у Прем'єр-лізі. У цей час у складі команди грали лише громадяни України. У 2012 професійний клуб припинив існування через фінансові проблеми, й у 2012-16 роках «Львів» існував у вигляді футбольної школи, що мала свою команду у вищій лізі дитячо-юнацької футбольної ліги України.
Другий професійний період фактично почався в сезоні 2016/17, коли на базі випускників 1999 року народження було відновлено основну дорослу команду. Клуб заявився на Чемпіонат України серед аматорів і брав участь у Кубку України серед аматорів. Наступного року команда офіційно отримала професійний статус і заявилася до Другої ліги. Влітку 2018 «Львів» став учасником Прем'єр-ліги, замінивши рівненський «Верес». За результатами сезону 2022/23 посів останнє 16-те місце в УПЛ і припинив участь у професійних змаганнях, не заявившись на наступний сезон до Першої ліги.

## Історія

### Старий «Львів» (1992—2001)
Команда з назвою «Львів» грала в першості України в 1993—2001 роках.
Цю команду було створено восени 1992 року, а вже влітку наступного року колектив став чемпіоном і володарем Кубка міста та абсолютним чемпіоном області. Цей успіх дозволив клубу репрезентувати Львів у перехідній лізі національної першості України. За два сезони 1993/94 і 1994/95 років «Львів» подолав два щаблі - перехідну й Другу ліги - вийшовши до Першої ліги, де й виступав до сезону 2000/01. Президентом клубу аж до часу його ліквідації 2001 року був Олександр Діденко.
Найвище досягнення - 5-те місце у першій лізі сезону 2000/01.
Футбольний клуб із однойменною назвою відновлено 2006 року. Новостворена команда з правової точки зору не мала нічого спільного з колишнім «Львовом». Це підтвердило керівництво новоутвореного клубу і президент ліквідованої команди Олександр Діденко.

### Створення команди
У першій лізі чемпіонату України 2005—2006 міцним середняком була команда «Газовик-Скала» (Стрий). Стрияни фінішували на 6-му місці, але через фінансові труднощі не могли продовжувати виступи на професіональному рівні.
Аби колектив зберіг місце в Першій лізі на сезон 2006—2007, створено новий футбольний клуб, «Львів», з новим президентом і місцезнаходженням. ТзОВ «Футбольний клуб „Львів“» зареєстровано 22 травня 2006 року, а вже наступного дня у Києві близько 15-ї години засідання Бюро ПФЛ України ухвалило рішення про визнання клубу правонаступником ФК «Газовик-Скала» (Стрий) у Першій лізі.
Президентом клубу став Юрій Іванович Кіндзерський - голова правління ЗАТ «Українська страхова компанія „Княжа“». Основу новоствореного колективу склали футболісти «Газовика-Скали», головним тренером призначений Богдан Бандура, директором — Ростислав Заремба, які займали ті самі посади в «Газовику-Скалі».

### 2006/07— перший сезон

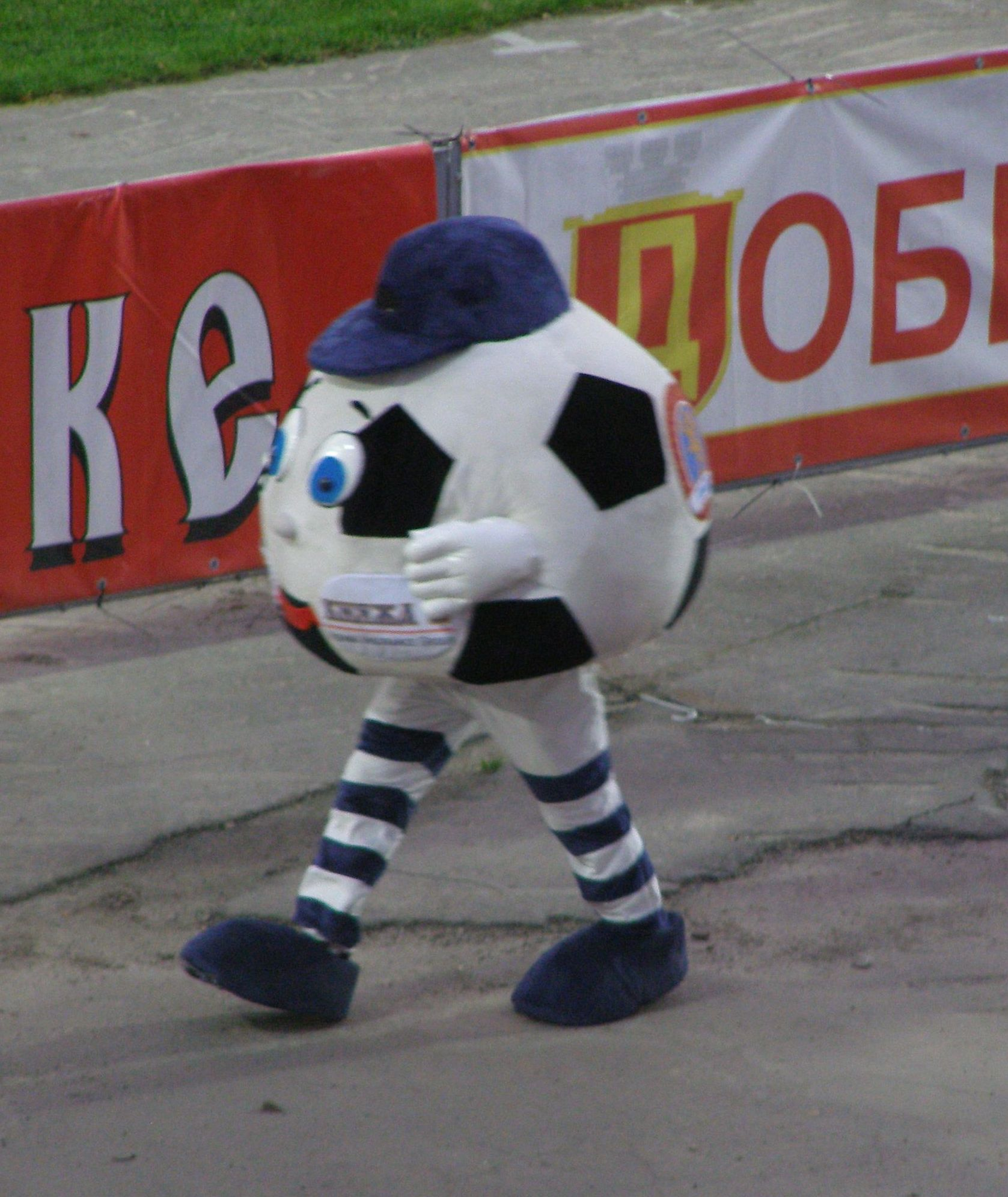
М'ячик — талісман клубу

Домашні матчі львів'яни проводили на стадіоні СКА, де було зроблено ремонт підтрибунних приміщень. Крім основної команди, Юрій Кіндзерський вкладав у розвиток дитячо-юнацького футболу. Дочірня команда клубу, «Княжа» (Добромиль), виступала у чемпіонаті Львівської області. 1 вересня 2006 року розпочала роботу дитячо-юнацька футбольна школа «Львова».
Найяскравішими моментами сезону 2006/07 стали матчі Кубка України: в 1/32 фіналу «містяни» на виїзді перемогли рівненський «Верес», а на стадії 1/16 фіналу зробили сенсацію, перемігши торішнього півфіналіста Кубка, вищолігові львівські «Карпати». В основний час воротар «Львова» Олександр Бабак відбив пенальті від Вільяма Роші Батісти, в додатковий час команди обмінялися голами, а в серії пенальті Бабак ще двічі відбивав удари «карпатівців». В 1/8 фіналу «Львів» удома приймав харківський «Металіст», який приїхав без багатьох гравців основного складу. Поступаючись по ходу матчу 0:2, львів'яни зуміли зрівняти рахунок — 2:2, однак серію післяматчевих пенальті краще виконали гості — 6:7.
Попри низьке 13-те місце за підсумками осінньої частини першості президент клубу поставив перед колективом завдання завершити змагання в першій п'ятірці чемпіонату. У перших 4-ох весняних турах команда здобула лише одну перемогу і зазнала двох поразок, що стало причиною відставки тренерського штабу на чолі з Богданом Бандурою.
7 травня 2007 року наставником «містян» став легендарний у минулому львівський футболіст Степан Юрчишин, який до того тренував, зокрема старий «Львів», «Карпати» і «Карпати-2» (Львів). Команда дещо покращила свої показники й фінішувала на 11-му місці в першій лізі 2006—2007.

### 2007/08— вихід до Прем'єр-ліги

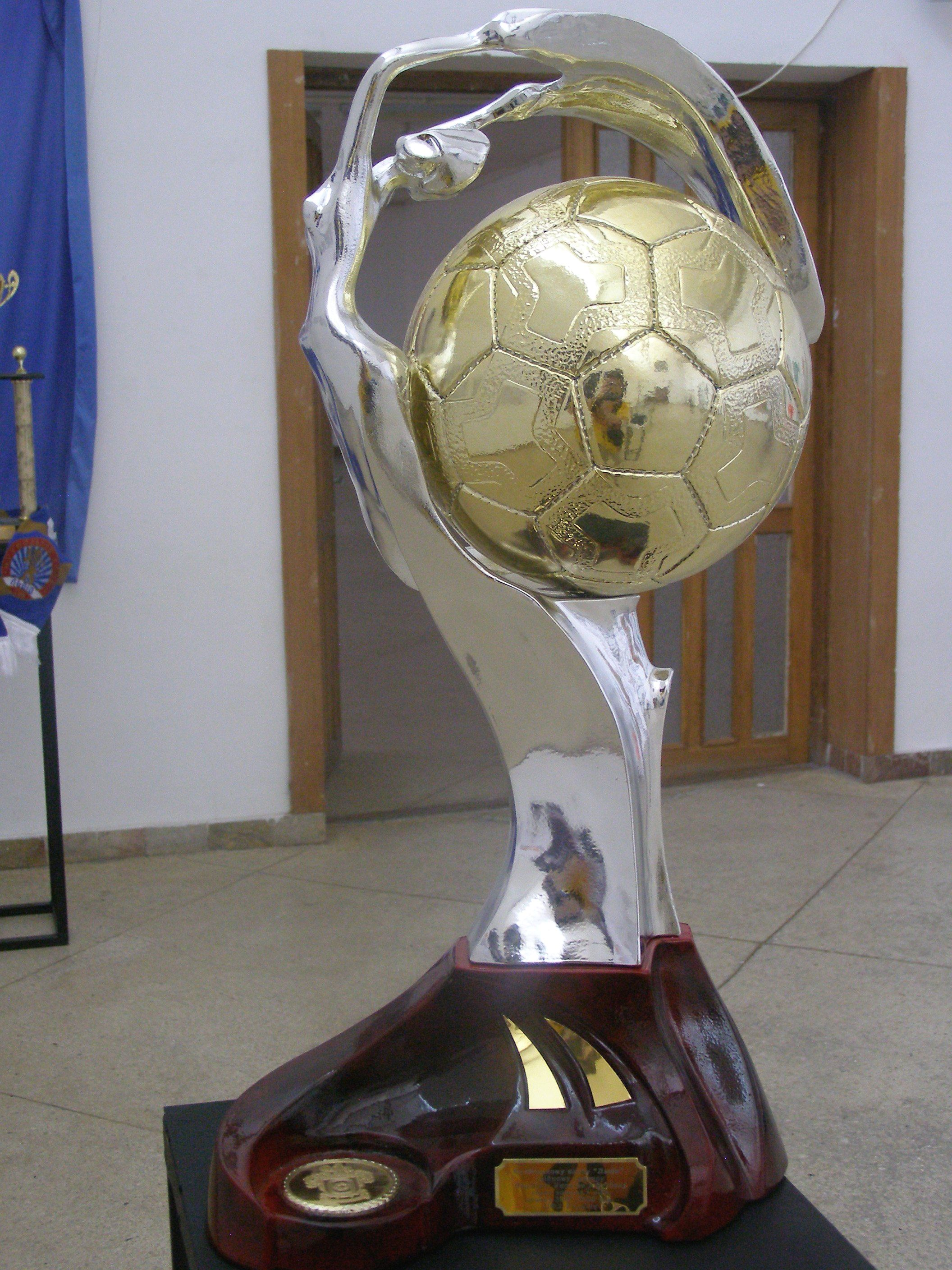
Приз «Львова» за 2-е місце в першій лізі (сезон 2007/08)

Перед сезоном до клубу приєдналися молоді футболісти, які за підсумками сезону зроблять великий внесок у здобуття 2-го місця в чемпіонаті, а потім будуть основними гравцями «Львова» упродовж кількох років. Це, зокрема захисники Вадим Панас і Ігор Ільків, півзахисники Валерій Федорчук та Андрій Даньків і нападник Євгеній Чепурненко.
Команда почала тренувальний збір 2 липня 2007 року в Трускавці. У товариських іграх «містяни» показали дуже хороші результати, здолавши «Карпати» (Львів) 2:0, поступившись «Металістові» (Харків) 0:1 та здолавши за сумою двох матчів львівські «Карпати-2» — 0:0 і 2:0.
На початку сезону виникли проблеми зі стадіоном — влітку львівський СКА не пройшов атестації й перестав відповідати вимогам проведення матчів Першої ліги, хоча футбольному клубу так не повідомлено конкретних недоліків, які треба виправити. Тому у вересні команда переїхала на щойнозбудований стадіон «Княжа Арена» в місті Добромиль, що поблизу кордону з Польщею.
Урочисте відкриття арени 2 вересня 2007 року ознаменувалося розгромною перемогою «Львова» над «Прикарпаттям» (Івано-Франківськ) — 6:2. Команда грала не надто стабільно й великі перемоги чергувалися з поразками. Перше коло «Львів» завершив на 3-му місці, що давало можливість поборотися за одну з двох путівок до елітного дивізіону.
У квітні-травні львів'яни видали серію з 6 перемог поспіль, а особливо важливою стала впевнена домашня перемога з рахунком 4:0 над київською «Оболонню» — прямим конкурентом у боротьбі за 2-ге місце. Вихід до Прем'єр-ліги було забезпечено 16 червня, коли в Добромилі «Львів» розгромив «Сталь» (Дніпродзержинськ) з рахунком 3:0.

### 2008/09— виступи у Прем'єр-лізі

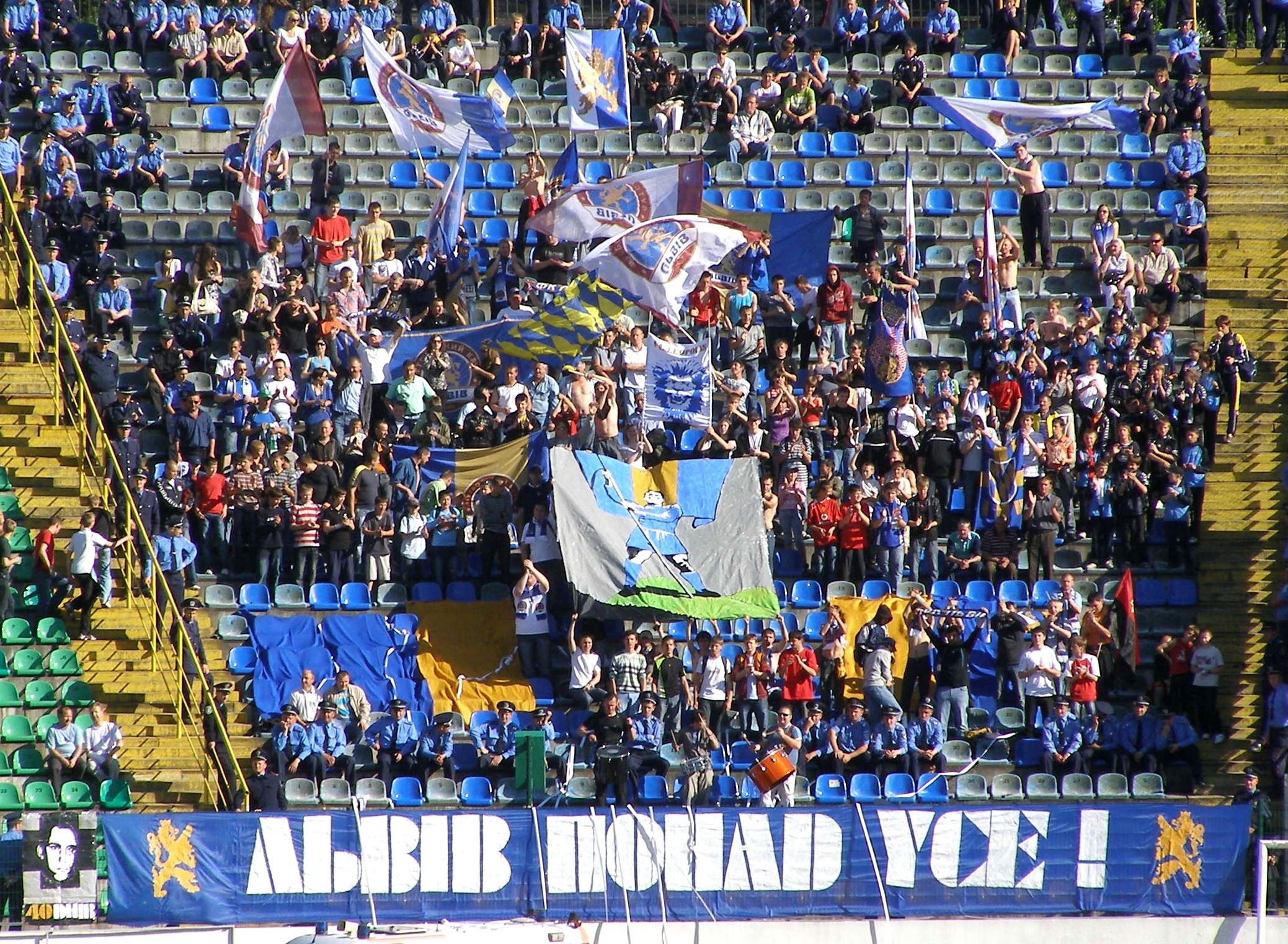
Уболівальники команди на стадіоні «Україна»

Улітку 2008 року клуб підписав договір з «Карпатами», щоб спільно використовувати львівський стадіон «Україна», де «Львів» планував проводити домашні ігри. Зірковим підсиленням команди став колишній захисник збірної України Владислав Ващук.
Футбольний клуб «Львів» сенсаційно розпочав свій виступ у Прем'єр-лізі, всуху обігравши в рідних стінах донецький «Шахтар», майбутніх тріумфаторів Кубка УЄФА, з рахунком 2:0. У другому турі «Шахтар» також у Львові зіграв унічию з «Карпатами», після чого наставник гірників Мірча Луческу сказав: «Дуже радий, що врешті закінчився наш вояж до Львова. Тут дуже агресивна публіка до нас, тож тішуся, що третьої гри „Шахтаря“ у Львові не буде».
Після перемоги над чемпіоном львівська команда увійшла в смугу без перемог - за три місяці клуб провів 9 ігор, з них 7 програв і 2 зіграв унічию. Наслідком цих невдач стала зміна тренера. Команду в Степана Юрчишина перейняв Сергій Ковалець, який працював у харківському «Металісті» помічником Мирона Маркевича. Його асистентом став Юрій Беньо, який ще донедавна грав у складі київського «Арсенала». До завершення осінньої частини «леви» покращили своє турнірне становище, але з дна таблиці не піднялись. За час виступів «Львова» під керівництвом Ковальця «синьо-золоті» святкували перемоги у п'ятьох матчах, шість разів грали внічию й зазнали дев'ятьох поразок.
У Кубку України «Львів» у сезоні 2008/2009 років знову зупинився на стадії 1/8 фіналу, як і в попередні роки. Алчевська «Сталь» удома перемогла «містян» 2:0.
Через економічну кризу під час зимового міжсезоння команду залишив Владислав Ващук, якого не задовольняли фінансові умови. Натомість ряди львів'ян поповнила, в основному, молодь розформованого першолігового клубу «Княжа».
Клуб змушений був відмовитись від орендування стадіону «Україна» й планував приймати суперників на «Княжій Арені» в Добромилі. Відразу перший матч там проти «Металіста» 8 березня 2009 закінчився скандалом - через опади, проблеми з дренажною системою та відсутність штучного підігріву футбольне поле під матчу перетворилося на болото. Через три дні після інциденту керівники ФФУ та Прем'єр-ліги зібралися на спільну нараду й склали «Тимчасовий реєстр стадіонів [Архівовано 2 листопада 2014 у Wayback Machine.]», на яких можливе проведення матчів Прем'єр-ліги України. Добромильський стадіон туди не потрапив, тому «Львів» дві наступні домашні гри змушений був проводити на стадіонах «Авангард» у Луцьку і НТК ім. Баннікова у Києві. Наприкінці квітня 2009 року, після проведення необхідних робіт, «Княжу Арену» внесено до реєстру стадіонів і клуб продовжив виступи там.
За три тури до кінця чемпіонату «Львів» випереджав «Іллічівець» (Маріуполь) на 5 очок, однак львів'яни мали важчий календар:
| Тур | «Львів»       | «Іллічівець» |
| --- | ------------- | ------------ |
| 28  | «Таврія» (в)  | «Харків» (в) |
| 29  | «Динамо» (д)  | «Зоря» (д)   |
| 30  | «Карпати» (в) | «Таврія» (в) |

Примітки: д — домашній поєдинок, в — виїзний.

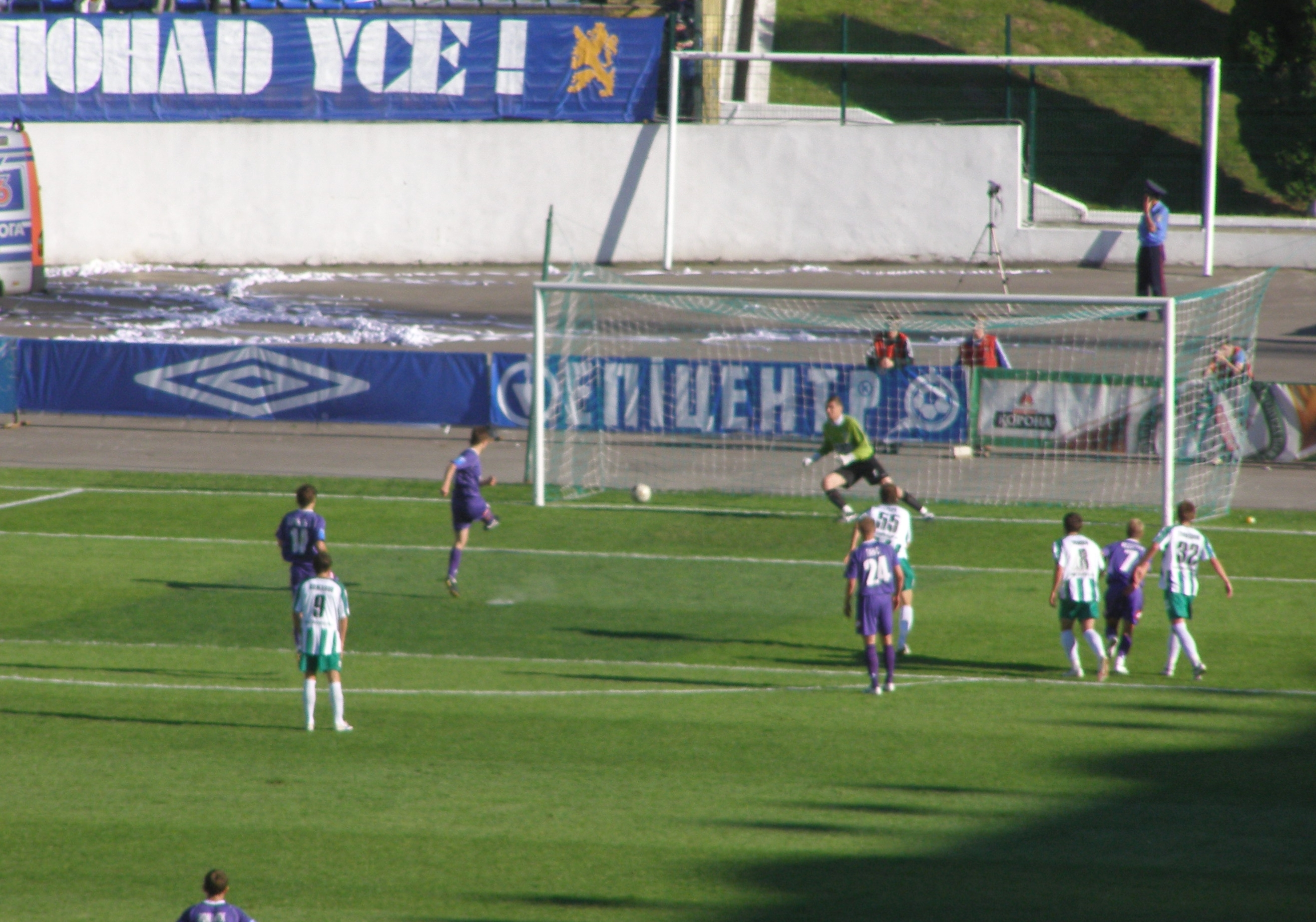
Григорій Баранець не забиває пенальті у львівському дербі 26 травня 2009 р. У підсумку «Львів» поступився «Карпатам» 1:2, вилетівши з прем'єр-ліги

Перемагаючи в Сімферополі 2:0, «Львів» у підсумку зіграв унічию (2:2), а в грі проти «Динамо» пропустив єдиний гол за вісім хвилин до кінця гри - 0:1. Натомість маріупольці перемогли і «Харків» і «Зорю», наздогнавши львів'ян.
Згідно з регламентом того чемпіонату за рівної кількості очок першою ставала команда з більшою кількістю перемог. «Іллічівець» мав 7 перемог, «Львів» - 6. Доля команд вирішувалась в останньому турі на стадіоні «Україна» в дербі «Карпати» - «Львів» та в паралельній грі «Таврія» — «Іллічівець». У драматичному львівському протистоянні «Карпати» на 28-ій хвилині вийшли вперед, а вже через кілька хвилин «Львів» міг зрівняти рахунок, отримавши право на пенальті. Григорій Баранець не зумів переграти Всеволода Романенка, але в другому таймі городяни таки зрівняли рахунок (на 54-ій хвилині). У Сімферополі «Іллічівець» по ходу зустрічі програвав уже 0:2 і саме львівська команда залишалася в елітному дивізіоні, випереджаючи на 1 очко маріупольців. Однак на 64-й хв. найкращий бомбардир «Карпат» у сезоні Сергій Кузнецов забив вирішальний гол — 1:2. Попри поразку й виліт з Прем'єр-ліги, після дербі більшість уболівальників на «Україні» аплодисментами проводжала «синьо-золотих».
За результатами сезону команда повернулися до Першої ліги, адже «Іллічівець» випередив львів'ян за кількістю перемог. Якби кращого визначали за різницею м'ячів, то «Львів» залишився би в елітному дивізіоні.

### 2009/10— боротьба за повернення до еліти
Під час міжсезоння за обопільною згодою припинено співпрацю із Сергієм Ковальцем, а команду до нового чемпіонату готував його помічник Юрій Беньо. Клуб зумів зберегти всіх основних гравців команди й мав завдання повернутися до елітного дивізіону.
Щоб молодіжний склад мав ігрову практику, влітку 2009-го створено команду «Львів-2», яка виступала в Другій лізі чемпіонату України 2009/10. Домашні ігри фармклуб проводив у місті Кам'янка-Бузька. Підсумок: 8-те місце серед 11 команд Групи А.
Перші два матчі в чемпіонаті «Львів» виграв із сумарною різницею м'ячів 6-0, а в третьому турі на виїзді проти «Енергетика» (Бурштин) зіграв унічию 0:0. Після поразки з рахунком 0:1 в кубковому матчі 1/32 фіналу проти друголігової «Полтави» головного тренера було звільнено, адже одним із завдань на новий сезон було дійти якнайдалі в Кубку України. Новий наставник, Ігор Яворський, розпочав роботу з поразки в гостях від «Динамо-2», зате надалі команда стабільно перемагала й здобувала очки. Серед важливих поєдинків були нічия з «Волинню», перемога в Алчевську над «Сталлю» 2:0 та вольова звитяга у матчі з «Кримтеплицею» з рахунком 3:1. Першу половину чемпіонату «Львів» завершив на третій сходинці турнірної таблиці. Попри хороші результати, Яворського відправлено у відставку, а взимку на посаду головного тренера вперше й востаннє в історії клубу запрошено іноземця - литовця Альґімантаса Любінскаса, який свого часу очолював національну збірну Литви.
Колектив мав хороші умови для міжсезонної підготовки — збір у Криму та два виїзди на тренувальні збори до Анталії (Туреччина). Тієї зими «Львів» здійснив один із своїх найгучніших трансферів - продаж Валерія Федорчука в «Дніпро» за майже 5 млн гривень.
Навесні в перших 5 іграх команда здобула 4 перемоги та одну нічию, однак нульова нічия із «Прикарпаттям» в Івано-Франківську та поразка в рідних стінах від прямих конкурентів за вихід у Прем'єр-лігу - «Олександрії» - стала причиною чергового звільнення тренера. У квітні Любінскаса замінив Віктор Ряшко, який не зумів перемогти в дуже важливій грі з «Волинню», основним суперником у боротьбі за 2-ге місце (поразка 0:1). Після цього львів'яни програли ще кілька матчів і остаточно припинили змагатися за вихід до еліти. Колектив не виконав завдання на сезон, ще на рік залишившись у Першій лізі.
Загалом, у сезоні 2009/2010 «Львів» фінішував на 4-му місці. Упродовж першості клуб очолювали 5 наставників і такої плинності тренерських кадрів не було в жодному сезоні «Львова» ні до ні після цього.

### 2010/11— фінансові труднощі
Улітку 2010 команда втратила багатьох провідних виконавців, які перейшли до клубів української Прем'єр-ліги: Вадим Панас, Владислав Лупашко, Павло Худзік та Олександр Мандзюк («Оболонь»), Борис Баранець і Григорій Баранець («Карпати»), Мар'ян Марущак («Севастополь»). Натомість до колективу влилися гравці реорганізованої чернігівської «Десни» разом з її головним тренером, Олександром Рябоконем, який і очолив «Львів».
Як і в попередньому чемпіонаті, «синьо-золоті леви» боролися за можливість підвищитися в класі. Колектив непогано грав проти прямих конкурентів - перемога над «Кримтеплицею» 1:0, нульові нічиї зі «Сталлю» (Алчевськ) і «Закарпаттям», нічия 1:1 з «Чорноморцем» в Одесі. Рідко, але траплялися й провальні ігри, серед яких поразки 0:2 від «Титана» й 0:3 від «Олександрії». Загалом, осінню частину сезону «Львів» завершив на 2-му місці в турнірній таблиці, пропустивши вперед лише «Олександрію». Команда мала другу найкращу оборону з лізі, після «Чорноморця».
Під час зимової перерви в сезоні 2010/11 президент клубу Юрій Кіндзерський заявив, що «Львів» може бути знято зі змагань вже в березні 2011 року, якщо не знайдуться додаткові спонсори, які допоможуть клубу. Унаслідок складного фінансового становища команду покинуло багато важливих гравців. У січні «Львів» дійшов до фіналу Меморіалу Макарова на Київщині (поразка 1:2 від футбольного клубу «Путрівка»), в якому виступали переважно любительські та молодіжні команди.
Клуб таки знайшов можливість дограти сезон 2010/11, а на місце гравців, що залишили «Львів», запрошено низку молодих футболістів. За результатами клуб перетворився на середняка, однак завдяки осінньому «багажу» очок команда посіла 5-те місце в лізі.

### 2011/12— зникнення

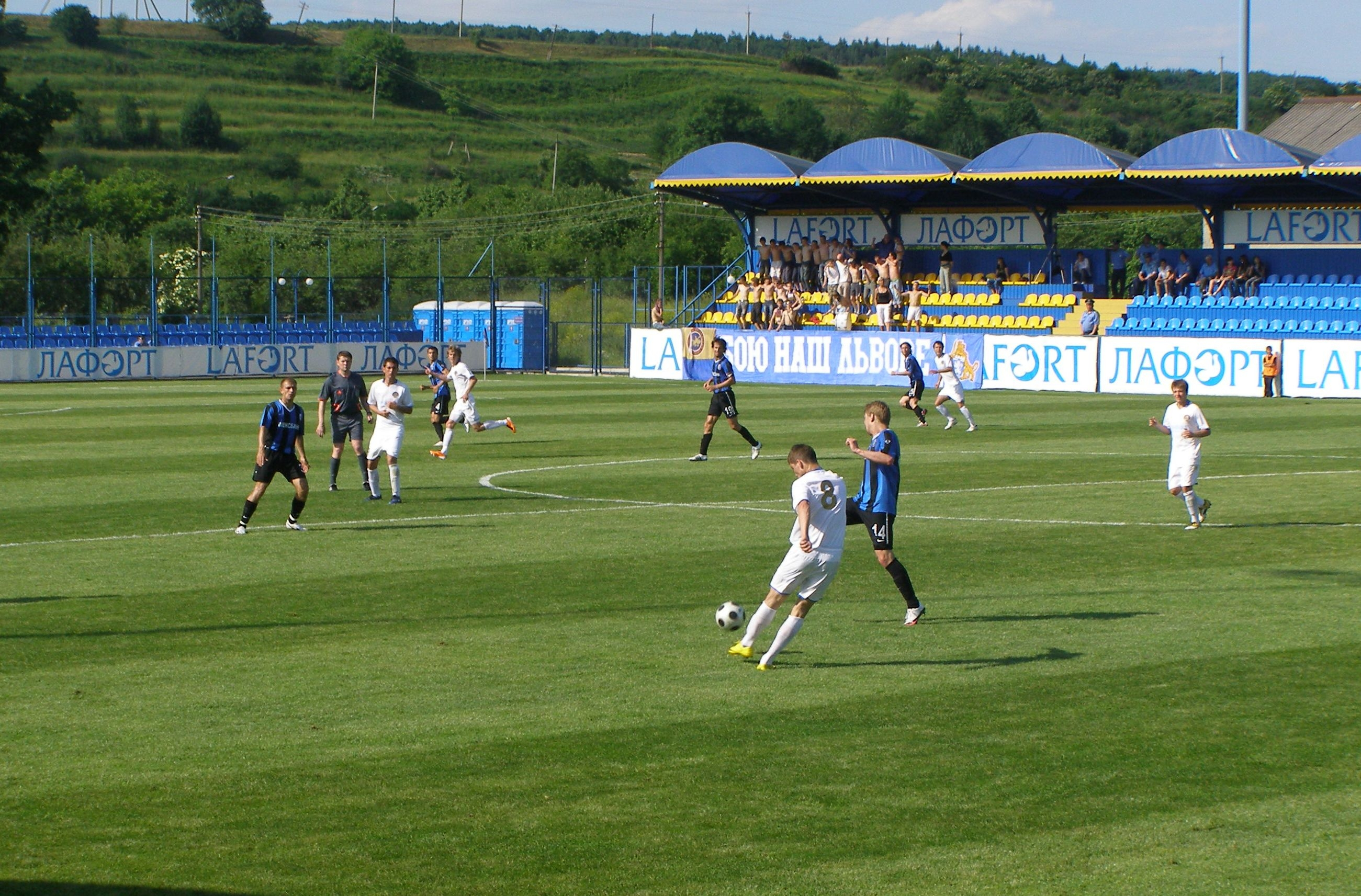
«Львів» — «Чорноморець». 2011 рік

По завершенні сезону 2010/11 головний тренер і більшість гравців основного складу перейшли в інші команди на правах вільних агентів. Основу команди в новому сезоні складали зовсім юні гравці, а «Львів» після перших 10 турів посідав 15-те місце серед 18 команд. Команда зазнала кількох розгромних поразок, здобувши 2 перемоги, одну з яких, несподівано, над лідером, «Говерлою-Закарпаття» (1:0 удома). 12 вересня 2011 президент клубу Юрій Кіндзерський на пресконференції повідомив, що його коштів не вистачає для подальших виступів команди в Першій лізі. Матч 11-го туру проти «Металурга» (Запоріжжя) перенесено з 17 вересня на «пізніший термін».
23 вересня було залагоджено всі правові нюанси і новим власником і президентом «Львова» став голова Федерації футболу Львівщини Ярослав Грисьо. В одному з перших своїх інтерв'ю на новій посаді Грисьо заявив, що не зможе самостійно фінансувати клуб, проте зможе підтримувати його життєдіяльність, поки не знайдеться стабільне джерело фінансування. 25 вересня на домашню гру проти «Буковини» (1:2) команду вивів виконувач обов'язків головного тренера Роман Марич, який до того працював тренером у ДЮФШ «Львів».
Після завершення першої частини чемпіонату «Львів» надав статус вільних агентів 13 гравцям.
1 лютого 2012 року президент клубу Ярослав Грисьо представив новий тренерський штаб команди на чолі з Володимиром Журавчаком. Директором клубу залишився Василь Лебідь, а спортивним директором став Ростислав Заремба. Крім того, Грисьо пішов із посади президента клубу, натомість його функції перебрали четверо інвесторів, імена яких не розголошували.
Журналісти з'ясували, що основним інвестором футбольного клубу стала компанія «Інвестмент файненшіал менеджмент» (Віргінські острови). Ця компанія також була засновником ТОВ «Західна інформаційна корпорація», яку контролює Петро Димінський, власник «Карпат».
Співпраця з «Карпатами» проявилася в неоднозначному трансфері грузина Муртаза Даушвілі з клубу «Зестафоні»: влітку 2011-го він начебто уклав попередній контракт із «Карпатами» (Львів), але вже у лютому 2012 у Федерацію футболу Грузії прийшов запит міжнародного трансферного сертифікату на гравця від «Львова», оскільки грузин 10 лютого уклав контракт з «городянами» на термін до 31 грудня 2013 року. А вже 1 березня 2012 Даушвілі був заявлений за «Карпати» у Прем'єр-лізі, так і не зігравши жодного матчу за «Львів». Улітку «Львів» збанкрутував, і ні він, ні «Карпати» не виплатили грошову компенсацію для «Зестафоні» за підготовку футболіста, який змінив клуб до досягнення 23-річчя (що передбачено правилами ФІФА).
Домашньою ареною львів'ян у другій частині сезону стала «Україна», яку «Карпати» віддали в суборенду. 28 квітня 2012 року в матчі «Львів» — «Металург» (Запоріжжя) установлено два рекорди: найбільша поразка в історії «Львова» та 5 голів у матчі першої ліги, які забив Олексій Бєлік.
Матч «Титан» — «Львів» в Армянську 26 травня 2012 року (поразка 0:2) виявився останнім в історії клубу, оскільки на останній тур чемпіонату до Львова не приїхав «Енергетик» (Бурштин), який також переживав фінансову скруту. За підсумками чемпіонату львівська команда посіла останнє - 18-те місце - в Першій лізі, вилетівши до Другої ліги. Але новий сезон для клубу так і не розпочався, бо 12 липня 2012 року на адресу ПФЛ надійшов лист від футбольного клубу «Львів», яким керівництво клубу повідомило про припинення участі у змаганнях серед команд клубів другої ліги та бажання вийти зі складу Професіональної футбольної ліги.

### 2015—2016— виступи на область, відновлення дорослої команди
Після ліквідації професіональної команди, попри фінансові труднощі, продовжувала роботу дитяча школа «Львова», яка змагалася в ДЮФЛ України у Вищій лізі. Про її успіхи можна прочитати в розділі Дитячо-юнацька школа.
Команда «Львів-98» (вихованці ДЮСШ 1998 року народження) здобула перемогу в юнацькій першості Прем'єр-ліги чемпіонату області 2015 (дорослу команду клуб не виставляв).
Команда «Львів-99» (вихованці ДЮСШ 1999 року народження) станом на серпень 2016 року також лідирувала в юнацькій першості Прем'єр-ліги чемпіонату області 2016. Ця команда стала основою для колективу, який під назвою футбольний клуб «Львів» у серпні 2016 року стартував у першості України серед аматорів. Клуб виступав в Групі 1, де були зібрані команди із центрально-західної України.

### Відновлення професіональної команди
8 червня 2017 року «Львів» отримав атестат ФФУ, який надає право участі команди у другій лізі України. Команда доволі успішно виступала в другій лізі і у кубку країни де тільки у четверть фіналі у додатковий час поступилася «Дніпру-1», а вже влітку 2018 року стала членом Прем'єр-ліги, коли об'єдналася з «Вересом».
У сезоні 2018/2019 команда під назвою «Львів» зайняла місце «Вереса» (Рівне) у Прем'єр-лізі. Власник, Богдан Копитко, вирішив на постійній основі перенести рівненський клуб до Львова під назвою футбольний клуб «Львів». Від друголігового колективу клуб отримав місцеву назву та можливість розвивати юнацький футбол на базі школи «Львів», а від «Вереса» — його повний склад і фінансові можливості. В сезоні 2018-19 ФК Львів зайняв 6 місце в УПЛ.

## Форма й емблема
На емблемі клубу зображений золотий лев (символ Львова) на синьому тлі в бордовому круглому обрамленні. Під левом дата «2006». У 2018 році рік клубу з емблеми зникає. У 2019 р. на емблему додається слово «професійний» клуб змінює назву з ФК «Львів» на ПФК «Львів».
У сезонах 2006—2012 рр. клуб використовував білу форму із синіми елементами чи вставками, в 5 сезонах — різні варіанти синьої форми (світло синя, синя, фіолетова), в трьох останніх сезонах також виступав у золотистих чи бордових футболках.
Виробник екіпірування:
| Період    | Постачальник форми |
| --------- | ------------------ |
| 2006—2007 | Adidas             |
| 2007—2009 | Lotto              |
| 2009—2011 | Nike               |
| 2012      | Joma               |
| 2017      | Kelme              |
| 2018—2019 | Legea              |
| 2019—2020 | Nike               |
| 2020-     | Jako               |

Комплекти форми:
|           |  |
| 2006/2007 |  |

|           |           |           |           |
| 2007/2008 | 2007/2008 | 2008/2009 | 2008/2009 |

|           |  |  |
| 2009/2010 |  |  |

|           |  |  |
| 2010—2012 |  |  |

### Емблеми

Емблема клубу до червня 2018 р. (зараз використовує ДЮСШ ФК «Львів»)
Емблема клубу з червня 2018 р. до січня 2019 р.
Емблема з січня 2019 р. до липня 2021 р.
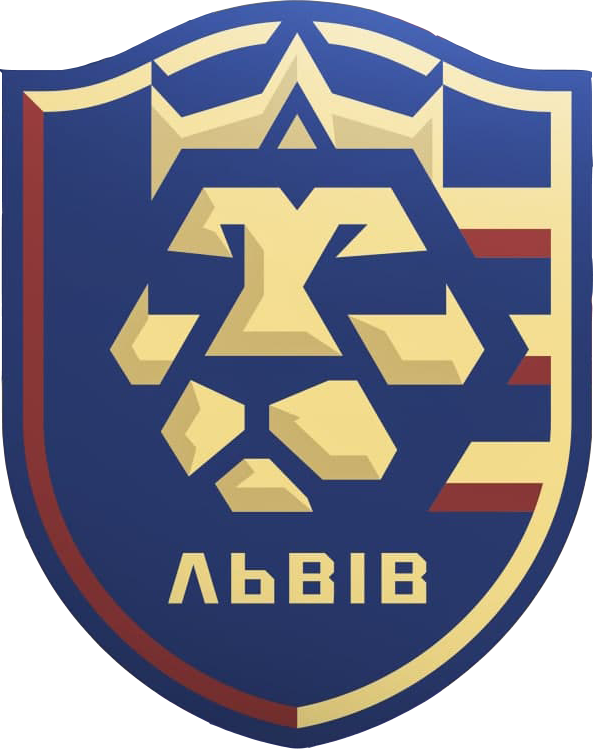
Емблема з липня 2021 р.

## Стадіони
Клуб за свою історію неодноразово змінював домашні стадіони:
- 2006—2008 — СКА (Львів)
- Літо-осінь 2008 — «Україна» (Львів)
- 2009—2012 — стадіон у Добромилі
- 2016—2018 — СКІФ (Львів)
- Літо-осінь 2018 — Арена Львів
- Весна 2019 — «Україна» (Львів)
- Літо-осінь 2021 — Арена Львів

### СКА

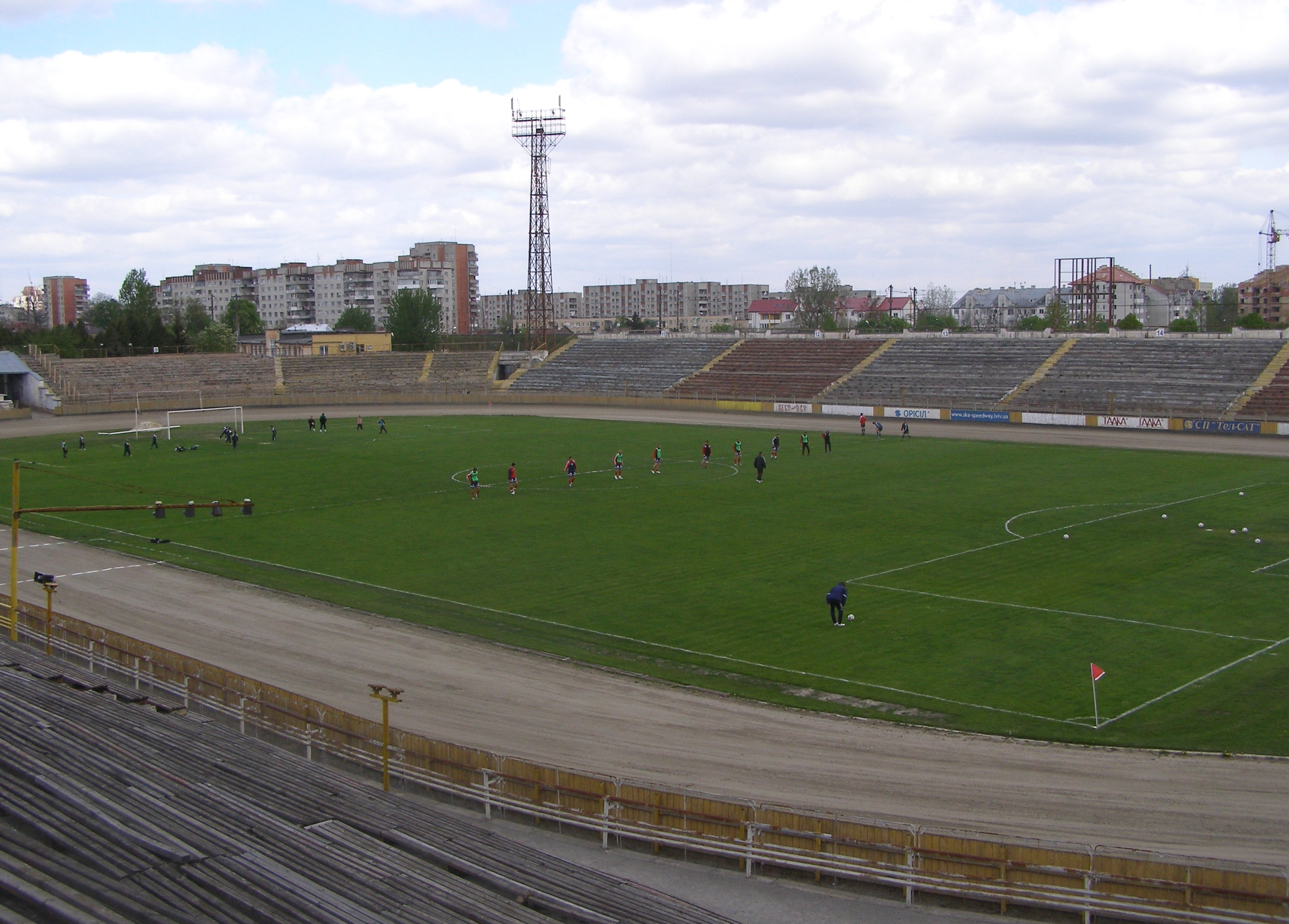
Стадіон СКА

У сезоні 2006/07 та на початку 2007/08 львів'яни грали домашні поєдинки на стадіоні СКА у Львові, але через застарілість споруди та вимоги першої ліги, що не дозволяли проводити там ігри, клуб вирішив побудувати власний стадіон.
Голова Федерації футболу Львівщини Ярослав Грисьо, що став президентом «Львова» восени 2011 повідомив, що докладе зусиль, аби команда грала у Львові. Після тривалої перерви клуб ще раз зіграв на стадіоні СКА — 20 листопада 2011 проти білоцерківського «Арсенала» (1:4).
Згодом клуб повернувся на СКА під час виступів у аматорській лізі 2016-17.

### Стадіон у Добромилі

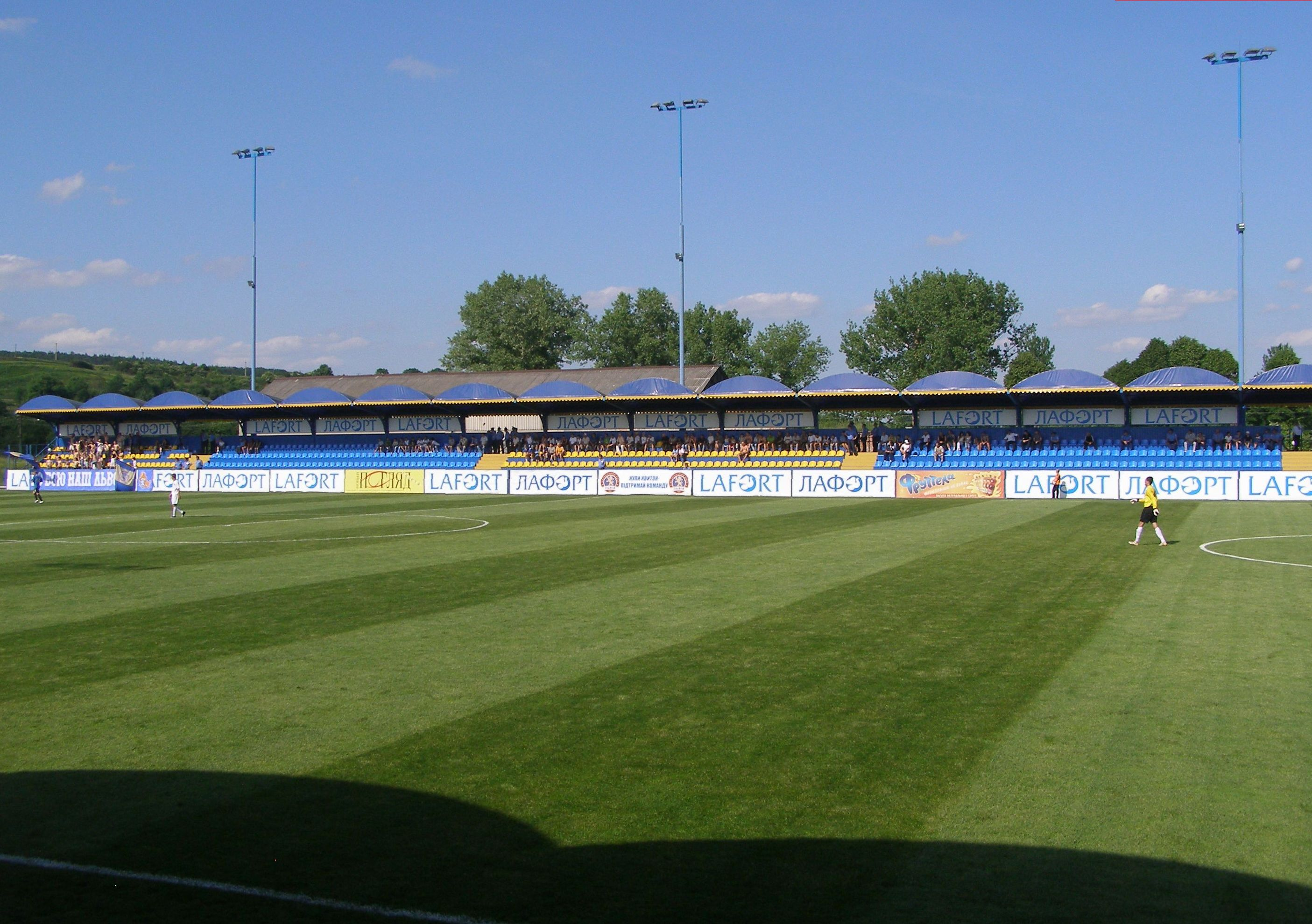
Стадіон «Лафорт Арена»

З вересня 2007 року команда проводила домашні поєдинки на власному новозбудованому стадіоні «Лафорт Арена» (до 2010 — «Княжа Арена») у місті Добромиль (Старосамбірський район).
На другу половину сезону УПЛ 2008-09 команда переїхала з «України» на стадіон в Добромилі. Відразу перший матч там проти «Металіста» 8 березня 2009 закінчився скандалом - через опади, проблеми з дренажною системою та відсутність штучного підігріву футбольного поля команди бігали в болоті. Після цього ФФУ та Прем'єр-ліга заборонили проводити там ігри до усунення недоліків, тому «Львів» дві наступні домашні гри змушений був проводити на стадіонах «Авангард» у Луцьку і НТК ім. Баннікова у Києві. З 24 квітня 2009 року, після проведення необхідних робіт щодо вдосконалення поля, клуб продовжив виступи на «Княжій Арені».
2010 року через зміну титульного спонсора стадіон «Княжа Арена» перейменовано на «Лафорт Арена».
Дані про кількість місць на стадіоні відрізняються в різних джерелах: ПФЛ України вказує цифру 2270, а «Львів» - 3220 місць. Освітлення: 250 люксів. Адреса: Львівська область, Старосамбірський район, м. Добромиль, вул. Галицька, 68.

### «Україна»
Після виходу до Прем'єр-ліги влітку 2008 року клуб підписав з «Карпатами» договір про суборенду стадіону «Україна». Під час зимової перерви клуб змушений був розірвати договір про суборенду «України», а з березня 2009 року планував приймати суперників на «Княжій Арені» в Добромилі.
На стадіоні «Україна» команда виступала в Прем'єр-лізі в осінній частині сезону 2008/09. Тоді відвідування домашніх ігор «синьо-золотих» становило в середньому до 10 тисяч глядачів за матч, що було одним з найкращих показників серед українських клубів. «Львів» повернувся на «Україну» в своєму останньому сезоні, проводячи там ігри весняної частини чемпіонату 2011/12 (Перша ліга).

### «Сокіл»

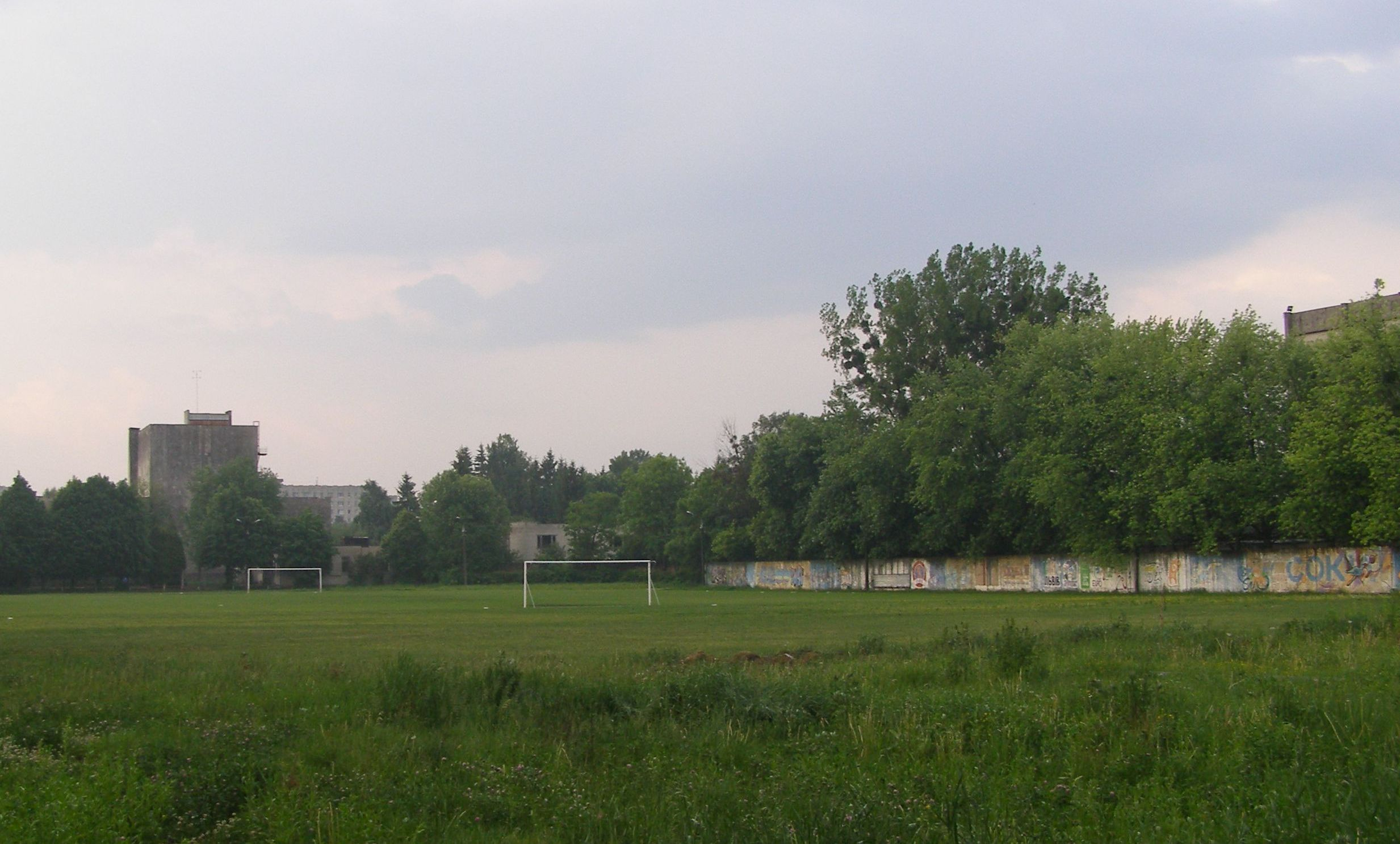
Стадіон «Сокіл»

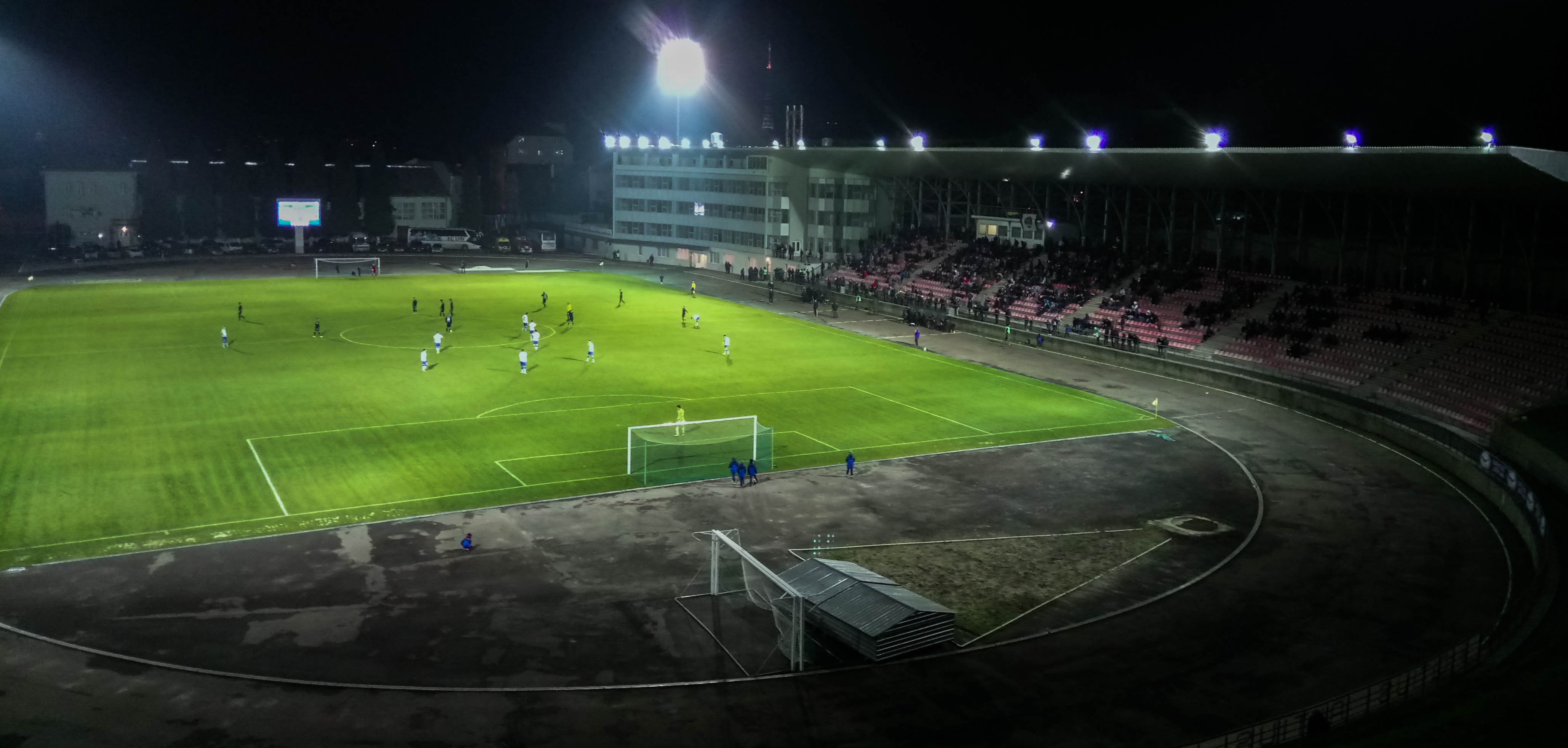
Матч Кубка України між «Львовом» та кам'янською «Сталлю» на стадіоні «Скіф», жовтень 2017.

У листопаді 2008 року «Львів» отримав в оренду нежитлові приміщення львівського стадіону «Сокіл» для проведення там тренувань і змагань. Поле використовували для тренувань команди, також під час другої половини сезону 2008/09 на «Соколі» грала домашні поєдинки молодіжної першості України серед команд Прем'єр-ліги молодіжна команда ФК «Львів». У липні 2009 клуб отримав в оренду ще частину комплексу стадіону. Оренда була розрахована до 2019 року.
«Сокіл» планували реконструювати, він мав стати домашнім стадіоном клубу та тренувальним полем під час Євро-2012. Згідно з «Міською цільовою програму підготовки та проведення в Україні фінальної частини чемпіонату Європи-2012 з футболу у м. Львові», затверденою міськрадою 24 червня 2010, на стадіоні повинні були збудувати трибуни на 3 тисячі місць. У проєкт планували залучити 80,39 млн грн. інвестицій. Перебудову так і не розпочато через бюрократичну тяганину та різноманітні нюанси, зокрема на частину землі спорткомплеску претендує завод ЛОРТА, що стоїть поруч. 1 жовтня 2010 виконавчий комітет Львівської міської ради ухвалив рішення "Про затвердження містобудівного обґрунтування та містобудівних обмежень забудови земельної ділянки на проєктування і реконструкцію ТзОВ «ФК „Львів“» футбольного комплексу «Сокіл» на вул. Є. Патона, 1 з частковим знесенням нежитлових приміщень стадіону". На території спортивного комплексу «Сокіл» передбачено знесення частини споруд, позаяк ці споруди перебувають в аварійному стані та не є вартісними.
«Сокіл» є тренувальним полем «Львова» — там тренуються і виступають команди дитячо-юнацької школи клубу.
Адреса: м. Львів, вул. Патона, 1.
У жовтні 2014-го після кількох років судів Вищий господарський суд України задовольнив касаційну скаргу Управління комунальної власності Департаменту економічної політики Львівської міськради на постанову Львівського апеляційного господарського суду і розірвав договір оренди, укладений між управлінням комунальної власності та ТОВ «Футбольний клуб „Львів“» на приміщення стадіону «Сокіл».

### «Скіф»і Арена Львів
В сезоні 2017-18, коли клуб виступав у Другій лізі, домашні матчі команда проводила на львівському стадіоні «Скіф» на Личакові. З початком виступів у Прем'єр лізі 2018-19 клуб перебрався на Арену Львів.

## Уболівальники

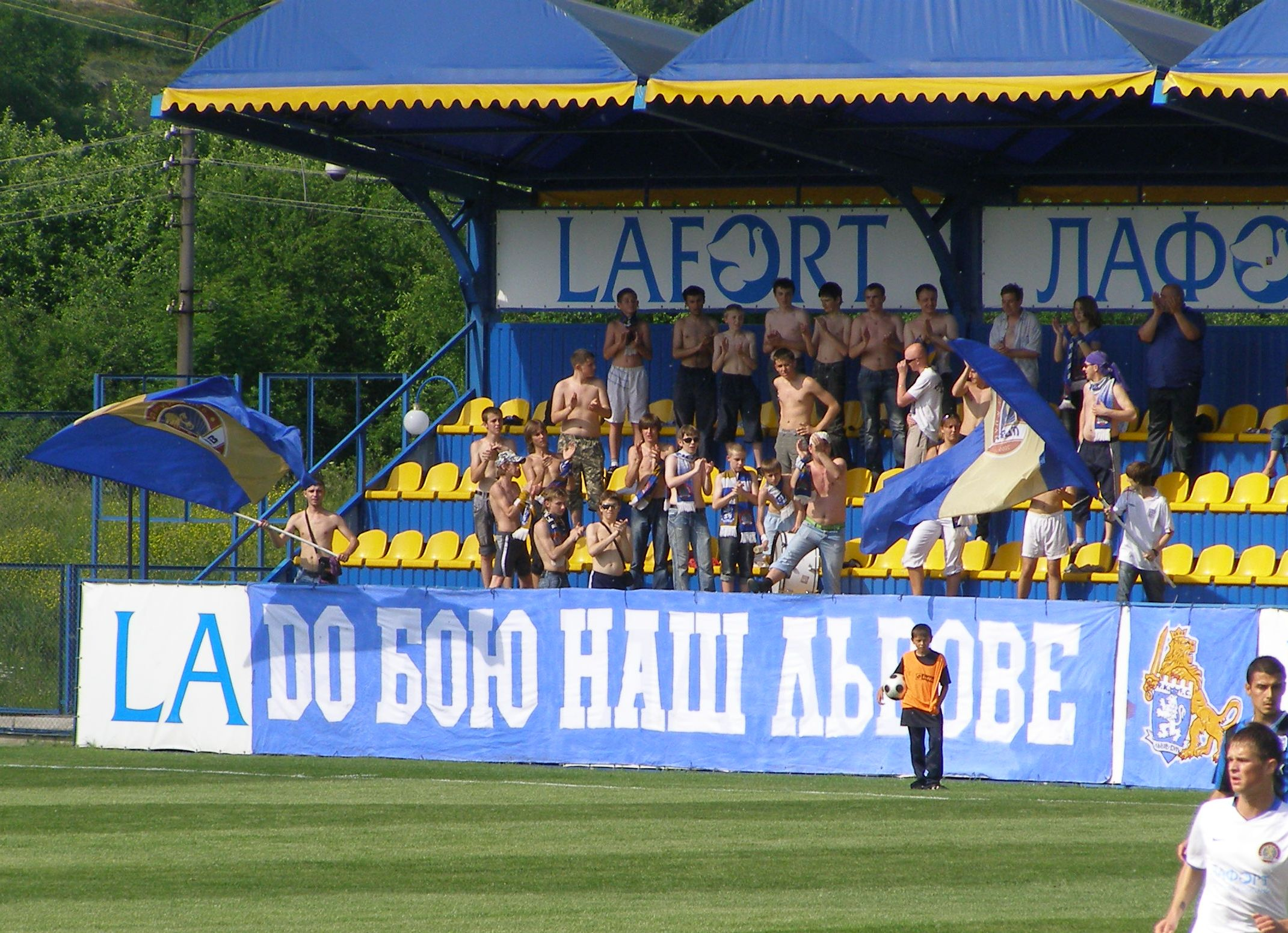
Вболівальники «Львова» на «Лафорт Арені»

За час свого існування клуб не зумів досягти стабільної популярності у Львові (де більшість уболівальників традиційно підтримує «Карпати») та в західному регіоні країни. Так, за соціологічними опитуваннями 2011 року лише 1 % футбольних уболівальників західних областей підтримував «Львів», тоді як «Карпати» — 25 %, а «Волинь» — 7 %.
Особливістю фанруху «Львова» було те, що довгий час навіть для перегляду домашніх ігор уболівальникам зі Львова доводилося їхати 120 км до Добромиля. Рух сформувався під час виступів у прем'єр-лізі сезону 2008/09, коли команда першу половину сезону грала у Львові, що сприяло популяризації клубу.
Підтримують теплі стосунки з фанами «Енергетика» (Бурштин). Принципові суперники: «Карпати» (Львів), «Волинь» (Луцьк) і «Закарпаття» (Ужгород).
Угрупування: Lemberg Legion і Leopolitans Ultras.

### Відвідуваність
Відвідуваність домашніх матчів «Львова». Середня кількість глядачів на грі чемпіонату країни впродовж сезону:

У чемпіонаті найбільша авдиторія збиралася на іграх «містян» у Прем'єр-лізі на стадіоні «Україна»: 21400 глядачів («Шахтар», 20 липня 2008); 15000 глядачів («Карпати», 15 листопада 2008); 12000 глядачів («Дніпро», 2 серпня 2008). Найменше людей відвідувало ігри в останніх сезонах на «Лафорт Арені»: 200 глядачів («Дністер», 9 квітня 2011 і «Нафтовик-Укрнафта», 1 серпня 2011).
У кубку найбільше глядачів було на львівському дербі на стадіоні СКА: 8000 («Карпати», 20 вересня 2006). Найменше осіб прийшло на останню кубкову гру в історії «Львова». Вона відбулася на «Лафорт Арені»: 150 глядачів («Зірка» Кіровоград, 17 серпня 2011).

## Керівництво та спонсори
Власником і президентом клубу від часу його заснування до вересня 2011 року був Юрій Кіндзерський, який мав бізнес у сфері страхування. У вересні 2011 через фінансову скруту Кіндзерський передав клуб голові Федерації Футболу Львівщини Ярославу Грисю, який став президентом клубу і працював над пошуком нових спонсорів.
До 2009 року титульним спонсором була страхова компанія «Княжа», з 2009 — страхова компанія «Лафорт».
У 2013 році небайдужим виявився львівський бізнесмен Роман Михайлів, який взяв під свою опіку дитячу школу футбольного клубу «Львів», який і до сьогодні є президентом «Львова».
До 2018 року генеральним спонсором футбольного клубу «Львів» була Будівельна Компанія «Globus» [Архівовано 20 березня 2018 у Wayback Machine.].
Керівництво клубу з 2018 року:
- Президент клубу — Богдан Йосипович Копитко
- Віцепрезидент — Андрій Ярославович Паньків
- Генеральний директор — Левчук Вадим Олегович

Титульним партнером футбольного клубу є компанія "Parimatch Ukraine".

## Усі сезони

### Чемпіонат України
| Сезон                           | Ліга           | І   | Пм  | Н  | Пр  | РМ      | О   | Місце    | Головний тренер | Найкращий бомбардир                    |
| ------------------------------- | -------------- | --- | --- | -- | --- | ------- | --- | -------- | --- | -------------------------------------- |
| 2006/2007                       | Перша ліга     | 36  | 13  | 8  | 15  | 45−45   | 47  | 11 із 19 | Богдан Бандура (до квітня), В'ячеслав Мавров (квітень-травень), Степан Юрчишин                                                 | Григорій Баранець (5)                  |
| 2007/2008                       | Перша ліга     | 38  | 23  | 5  | 10  | 58−29   | 74  | 2 із 20  | Степан Юрчишин | Григорій Баранець (12)                 |
| 2008/2009                       | Прем'єр-ліга   | 30  | 6   | 8  | 16  | 24−39   | 26  | 15 із 16 | Степан Юрчишин (до жовтня), Роман Лаба (жовтень), Сергій Ковалець                                                              | Олександр Мандзюк, Павло Худзік (по 4) |
| 2009/2010                       | Перша ліга     | 34  | 19  | 6  | 9   | 49−22   | 63  | 4 із 18  | Юрій Беньо (до серпня), В'ячеслав Мавров (серпень), Ігор Яворський (до січня), Альґімантас Любінскас (до квітня), Віктор Ряшко | Григорій Баранець (7)                  |
| 2010/2011                       | Перша ліга     | 34  | 17  | 8  | 9   | 52−28   | 59  | 5 із 18  | Олександр Рябоконь | Євгеній Чепурненко (9)                 |
| 2011/2012                       | Перша ліга     | 34  | 6   | 3  | 25  | 21−79   | 21  | 18 із 18 | Роман Лаба (до вересня), Роман Марич (до лютого), Володимир Журавчак                                                           | Ігор Мельник (6)                       |
| не мав професіонального статусу |                |     |     |    |     |         |     |          | |                                        |
| 2017/2018                       | Друга ліга «А» | 27  | 10  | 6  | 11  | 28−29   | 36  | 5 із 10  | Андрій Чіх | Сергій Кисленко (9)                    |
| 2018/2019                       | Прем'єр-ліга   | 32  | 8   | 10 | 14  | 25−40   | 34  | 6 із 12  | Жилмар (до 14 серпня), Юрій Бакалов (до 8 квітня), Богдан Блавацький                                                           | Бруно (9)                              |
| 2019/2020                       | Прем'єр-ліга   | 32  | 5   | 9  | 18  | 25−57   | 24  | 11 із 12 | Богдан Блавацький (до 10 вересня), Володимир Мазяр (до 31 жовтня), Єгіше Мелікян (до 21 червня), Георгій Цецадзе               | Ренан (6)                              |
| 2020/2021                       | Прем'єр-ліга   | 26  | 8   | 5  | 13  | 25−51   | 29  | 8 із 14  | Георгій Цецадзе (до 25 жовтня), Віталій Шумський (до 1 березня), Анатолій Безсмертний (до 25 серпня)                           | Альваро, Назарій Нич (по 4)            |
| 2021/2022                       | Прем'єр-ліга   | 18  | 4   | 5  | 9   | 14−30   | 17  | 12 із 16 | |                                        |
| 2022/2023                       | Прем'єр-ліга   | 30  | 3   | 4  | 23  | 18−52   | 13  | 16 із 16 | |                                        |
| Усього                          | 12 сезонів     | 361 | 112 | 77 | 172 | 384−501 | 413 |          | |                                        |

### Кубок України
| Рік       | Етап        | І  | Пм | Н | Пр | РМ    | О  |
| --------- | ----------- | -- | -- | - | -- | ----- | -- |
| 2006/2007 | 1/8 фіналу  | 3  | 1  | 2 | 0  | 5−3   | 5  |
| 2007/2008 | 1/8 фіналу  | 3  | 2  | 0 | 1  | 6−3   | 6  |
| 2008/2009 | 1/8 фіналу  | 2  | 1  | 0 | 1  | 2−2   | 3  |
| 2009/2010 | 1/32 фіналу | 1  | 0  | 0 | 1  | 0−1   | 0  |
| 2010/2011 | 1/32 фіналу | 1  | 0  | 0 | 1  | 0−1   | 0  |
| 2011/2012 | 1/32 фіналу | 1  | 0  | 0 | 1  | 1−3   | 0  |
| Усього    | 6 турнірів  | 11 | 4  | 2 | 5  | 14−13 | 14 |

### Найбільші перемоги й поразки
У чемпіонаті
- Найбільші перемоги: 6:1 («Фенікс-Іллічовець», 31 жовтня 2010, Добромиль); 6:1 (ПФК «Прикарпаття», 11 червня 2011, Івано-Франківськ).
- Найбільша поразка: 1:5 («Металург» (Запоріжжя), 28 квітня 2012, Львів).

У кубку
- Найбільша перемога: 3:0 (ФСК «Прикарпаття», 8 серпня 2007, Львів).
- Найбільші поразки: 0:2 («Сталь» (Алчевськ), 29 жовтня 2008, Алчевськ); 1:3 («Зірка» (Кіровоград), 17 серпня 2011, Добромиль).

## Легіонери ПФК "Львів"
Список легіонерів ПФК "Львів"

## Відомі гравці
Владислав Ващук
 Тарас Кабанов
 Ігор Ощипко
 Енес Махмутович
 Мікель Айнсалу
 Донатас Казлаускас
 Фарук Мія

## Тренери
Список головних тренерів клубу:
| Тренер                   | Громадянство | Від               | До                |
| ------------------------ | ------------ | ----------------- | ----------------- |
| Богдан Бандура           | Україна      | 30 червня 2006    | 6 квітня 2007     |
| В'ячеслав Мавров (в. о.) | Україна      | 6 квітня 2007     | 7 травня 2007     |
| Степан Юрчишин           | Україна      | 7 травня 2007     | 27 вересня 2008   |
| Роман Лаба (в. о.)       | Україна      | до 14 жовтня 2008 | до 14 жовтня 2008 |
| Сергій Ковалець          | Україна      | 14 жовтня 2008    | 16 червня 2009    |
| Юрій Беньо               | Україна      | 17 червня 2009    | 8 серпня 2009     |
| В'ячеслав Мавров (в. о.) | Україна      | 8—19 серпня 2009  | 8—19 серпня 2009  |
| Ігор Яворський           | Україна      | 19 серпня 2009    | 10 листопада 2009 |
| Альґімантас Любінскас    | Литва        | 20 грудня 2009    | 19 квітня 2010    |
| Віктор Ряшко (в. о.)     | Україна      | 19 квітня 2010    | червень 2010      |
| Олександр Рябоконь       | Україна      | 23 червня 2010    | червень 2011      |
| Роман Лаба (в. о.)       | Україна      | липень 2011       | 25 вересня 2011   |
| Роман Марич              | Україна      | 25 вересня 2011   | 1 лютого 2012     |
| Володимир Журавчак       | Україна      | 1 лютого 2012     | травень 2012      |
| Андрій Чіх               | Україна      |                   | 6 травня 2018     |
| в.о Андрій Ханас         | Україна      | 8 травня 2018     |                   |
| в.о Андрій Демченко      | Україна      | 2018              | 2018              |
| Жилмар Тадеу да Сілва    | Бразилія     | 4 липня 2018      | 14 серпня 2018    |
| Юрій Бакалов             | Україна      | 16 серпня 2018    | 8 квітня 2019     |
| в.о Тарас Гребенюк       | Україна      | 15 квітня 2019    | 16 квітня 2019    |
| Богдан Блавацький        | Україна      | 16 квітня 2019    |                   |
| Володимир Мазяр          | Україна      | 10 вересня 2019   | 31 жовтня 2019    |
| Єгіше Мелікян            | Вірменія     | 31 жовтня 2019    | 21 червня 2020    |
| Геогрій Цецадзе          | Грузія       | 22 червень 2020   | 25 жовтня 2020    |
| Віталій Шумський (в. о.) | Україна      | 26 жовтня 2020    | 1 березня 2021    |
| Анатолій Безсмертний     | Україна      | 1 березня 2021    | 25 серпня 2021    |
| Тарас Чопик (в. о.)      | Україна      | 25 серпня 2021    | 6 вересня 2021    |
| Олег Дулуб               | Білорусь     | 6 вересня 2021    | 21 березня 2023   |
| Анатолій Безсмертний     | Україна      | 21 березня 2023   |                   |

## Гравці-рекордсмени
Найбільше ігор у чемпіонаті України
| Місце | Футболіст         | Ігри | Роки виступів        |
| ----- | ----------------- | ---- | -------------------- |
| 1.    | Віталій Романюк   | 144  | 2006—2010            |
| 2.    | Борис Баранець    | 124  | 2006—2010            |
| 3.    | Любомир Гальчук   | 111  | 2007—2010            |
| 4.    | Григорій Баранець | 106  | 2006—2010            |
| 5.    | Ігор Ільків       | 91   | 2007—2010            |
| 6.    | Вадим Панас       | 89   | 2007—2010            |
| 7-8.  | Павло Худзік      | 81   | 2007, 2008—2010      |
| 7-8.  | Євген Чепурненко  | 81   | 2007—2008, 2009—2011 |
| 9.    | Мар'ян Марущак    | 77   | 2007—2010            |
| 10.   | Валерій Федорчук  | 73   | 2007—2009            |

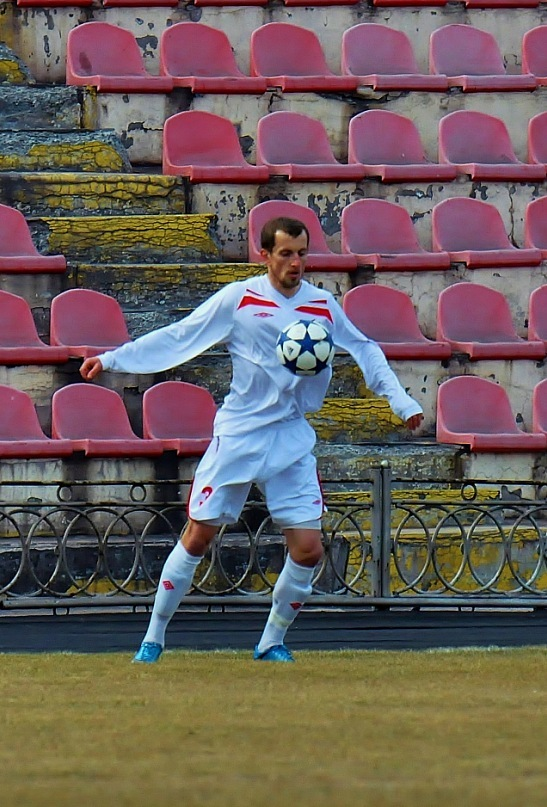
Віталій Романюк

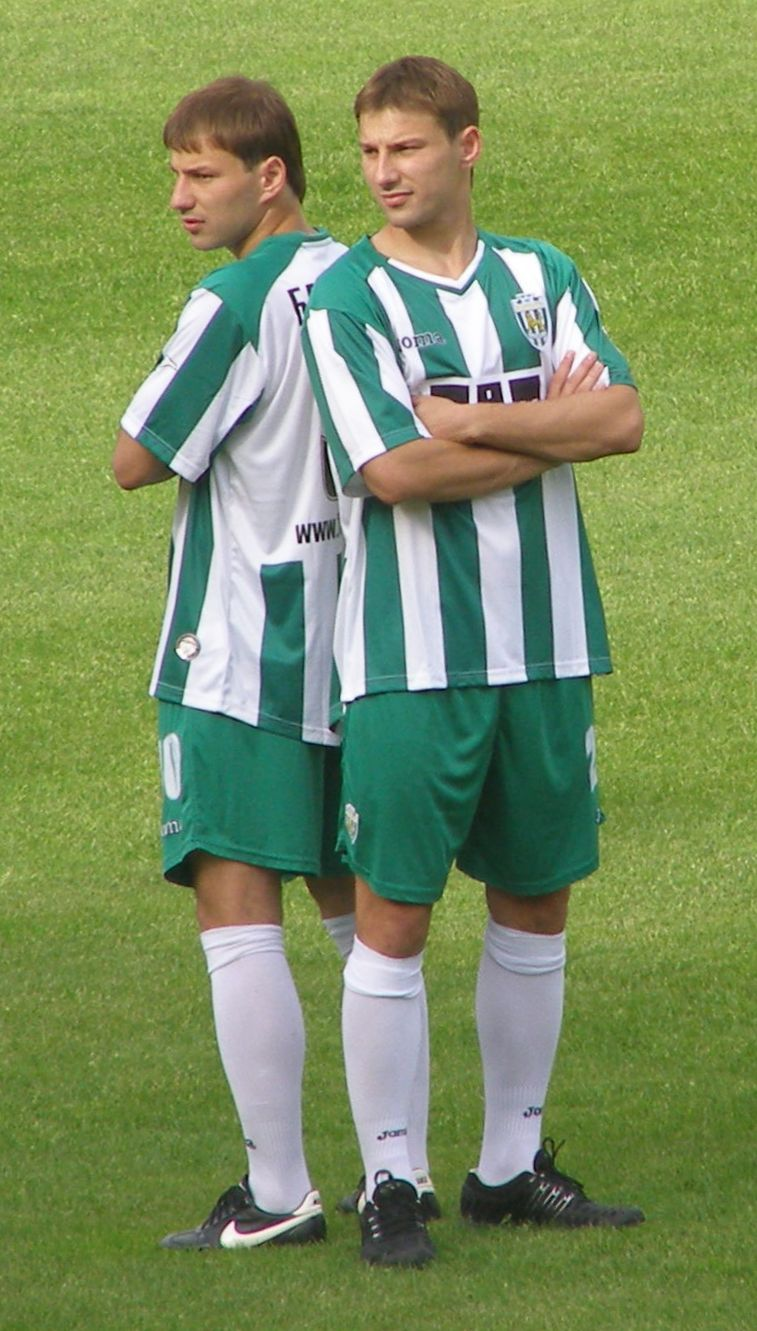
Брати Борис і Григорій Баранці

Найбільше голів у чемпіонаті України
| Місце  | Футболіст         | Голи | Роки виступів        |
| ------ | ----------------- | ---- | -------------------- |
| 1.     | Григорій Баранець | 27   | 2006—2010            |
| 2.     | Борис Баранець    | 20   | 2006—2010            |
| 3.     | Євген Чепурненко  | 19   | 2007—2008, 2009—2011 |
| 4.     | Олександр Мандзюк | 17   | 2006—2010            |
| 5-6.   | Валерій Федорчук  | 13   | 2007—2009            |
| 5-6.   | Павло Худзік      | 13   | 2007, 2008—2010      |
| 7.     | Ігор Мельник      | 10   | 2011, 2012           |
| 8.     | Олег Теплий       | 9    | 2006—2008            |
| 9.     | Антон Крамар      | 8    | 2010—2011            |
| 10-11. | Любомир Гальчук   | 7    | 2007—2010            |
| 10-11. | Вадим Панас       | 7    | 2007—2010            |

## Дитячо-юнацька школа
Дитячо-юнацьку спортивну школу «Львова» було відкрито 1 вересня 2006 року.
Серед успіхів:
- Кубок пам'яті Малого повстанця (Варшава, 2009) — 3 місце, команда 1998 р.н. (тренер: Орест Швець і Тарас Шевчик)[47].
- 4 група вищої ліги ДЮФЛ України (2010) — 1 місце, команда 1996 р.н. Гравці цієї команди Тарас Кащій і Мар'ян Мисик певний час виступали за молодіжний склад «Металурга» (Донецьк).
- Кубок пам'яті Володимира Вараксіна (Львів, 2012) — 2 місце, команда 1999—2000 р.н. (тренер: Михайло Луцишин)[48].
- Кубок пам'яті Василя Ковцуна (Жовква, 2013) — 1 місце, команда 1998 р.н. (тренер: Олег Колобич)[49].

Починаючи зі сезону 2009/2010 «Львів» — незмінний учасник змагань ДЮФЛ України у вищій лізі, де школа представлена всіма віковими категоріями — від U-14 до U-17. Домашні матчі юнацькі команди проводять на стадіоні «Сокіл» (вул. Патона, 1).
Директор ДЮСШ ФК «Львів»: Ярослав Лемех.